# 大石田町立大石田中学校
大石田町立大石田中学校（おおいしだちょうりつ おおいしだちゅうがっこう）は、山形県北村山郡大石田町にある公立中学校。

## 概要
- 少子化に伴い、生徒数が減少していることから大石田町内の中学校を一つに集約することとなり、統合中学校である大石田中学校が開校した。

## 沿革
- 2010年4月 - 大石田町立大石田第一中学校と大石田町立亀井田中学校が統合し、大石田町唯一の中学校である大石田中学校が開校。

統合時の生徒数は1年67名、2年69名、3年68名の計204名である。

## 学区
- 大石田町全域

## 所在地
- 山形県北村山郡大石田町大字大石田丁218-1

旧大石田第一中学校の近くである。

## 生徒数
| 年度 | 男子 | 女子 | 計  |
| ---- | ---- | ---- | --- |
| 2010 | 112  | 92   | 204 |